# Baissea
Genre
Baissea est un genre de plantes à fleurs de la famille des Apocynacées.

## Liste d'espèces
Selon GRIN (20 janvier 2018) :
- Baissea major (Stapf) Hiern
- Baissea wulfhorstii Schinz

Selon The Plant List (20 janvier 2018) :
- Baissea axillaris (Benth.) Hua
- Baissea baillonii Hua
- Baissea campanulata (K.Schum.) de Kruif
- Baissea erythrosticha K. Schum.
- Baissea floribunda (K.Schum.) Hua
- Baissea gracillima (K.Schum.) Hua
- Baissea klaineana Pierre
- Baissea lane-poolei Stapf
- Baissea leonensis Benth.
- Baissea leontonori Dilst
- Baissea longipetiolata Dilst
- Baissea major (Stapf) Hiern
- Baissea malchairii K. Schum.
- Baissea multiflora A.DC.
- Baissea myrtifolia (Benth.) Pichon
- Baissea ochrantha K.Schum. ex Stapf
- Baissea subrufa Stapf
- Baissea tholonnii Hua
- Baissea uropetala K. Schum.
- Baissea viridiflora (K.Schum.) de Kruif
- Baissea welwitschii (Baill.) Stapf ex Hiern
- Baissea wulfhorstii Schinz
- Baissea zygodioides (K.Schum.) Stapf

Selon Tropicos (20 janvier 2018) (Attention liste brute contenant possiblement des synonymes) :
- Baissea acuminata (Wight) Benth. ex Hook. f.
- Baissea aframensis Hutch. & Dalziel
- Baissea alborosea Gilg & Stapf
- Baissea angolensis Stapf
- Baissea axillaris (Benth.) Hua
- Baissea baillonii Hua
- Baissea borneensis Boerl.
- Baissea brachyantha Stapf
- Baissea breviloba Stapf
- Baissea calophylla (K. Schum.) Stapf
- Baissea campanulata de Kruif
- Baissea caudiloba Stapf
- Baissea concinna Stapf ex Hutch. & Dalziel
- Baissea dichotoma Stapf
- Baissea elliptica Stapf
- Baissea erythrosticha K. Schum.
- Baissea erythrosticta K. Schum. ex Stapf
- Baissea floribunda (K. Schum.) Hua
- Baissea giorgii De Wild.
- Baissea goossensii De Wild.
- Baissea gracillima (K. Schum.) Hua
- Baissea guineensis (A. DC.) Roberty
- Baissea heudelotii Hua
- Baissea ivorensis A. Chev.
- Baissea kidengensis (K. Schum.) Pichon
- Baissea klaineana Pierre
- Baissea lane-poolei Stapf
- Baissea laurentii De Wild.
- Baissea laxiflora Stapf
- Baissea leonensis Benth.
- Baissea leontonori Dilst
- Baissea likimiensis De Wild.
- Baissea longipetiolata Dilst
- Baissea major (Stapf) Hiern
- Baissea malaccensis Hook. f.
- Baissea malchairii De Wild.
- Baissea melanocephala (K. Schum.) Pichon
- Baissea micrantha Hua
- Baissea mortehani De Wild.
- Baissea multiflora A. DC.
- Baissea myrtifolia (Benth.) Pichon
- Baissea ochrantha K. Schum. ex Stapf
- Baissea odorata K. Schum. ex Stapf
- Baissea ogowensis Hua
- Baissea spectabilis Hua
- Baissea subrufa Stapf
- Baissea subsessilis (Benth.) Stapf ex Hutch. & Dalziel
- Baissea tenuiloba Stapf
- Baissea thollonii Hua
- Baissea tholonnii Hua
- Baissea urceolata (Stapf) Pichon
- Baissea uropetala (K. Schum.) Hua
- Baissea viridiflora (K. Schum.) de Kruif
- Baissea welwitschii Stapf ex Hiern
- Baissea wulfhorstii Schinz
- Baissea zygodioides (K. Schum.) Stapf